# Singaperumalkoil
Singaperumalkoil (o Singapperumalkovil, Singaperumalkovil) è una suddivisione dell'India, classificata come census town, di 8.057 abitanti, situata nel distretto di Kanchipuram, nello stato federato del Tamil Nadu. In base al numero di abitanti la città rientra nella classe V (da 5.000 a 9.999 persone).

## Geografia fisica
La città è situata a 12° 45' 40 N e 80° 0' 36 E e ha un'altitudine di 59 m s.l.m..

## Società

### Evoluzione demografica
Al censimento del 2001 la popolazione di Singaperumalkoil assommava a 8.057 persone, delle quali 4.119 maschi e 3.938 femmine. I bambini di età inferiore o uguale ai sei anni assommavano a 872, dei quali 412 maschi e 460 femmine. Infine, coloro che erano in grado di saper almeno leggere e scrivere erano 5.927, dei quali 3.310 maschi e 2.617 femmine.